# Liard
Il Liard è un fiume del Canada Nord Orientale. Nasce nella parte meridionale del territorio dello Yukon. Le sue sorgenti sono sui monti Pelly. Ha una lunghezza di 1.115 km e lungo il suo corso attraversa oltre allo Yukon anche la Columbia Britannica e i Territori del Nord-Ovest. Ha un vastissimo bacino imbrifero, stimato in 227.100 km². È tributario del fiume Mackenzie.

## Principali affluenti
- Fiume South Nahanni
- Fiume Muskeg
- Fiume Petitot
- Fiume Kotaneelee
- Fiume Fort Nelson
- Fiume Kechika
- Fiume Dease
- Fiume Frances
- La Biche
- fiume Coal
- Fiume Hyland
- fiume Smith
- Beaver River
- Trout River
  - Muncho Lake
- Toad River
  - Muskwa River
    - Prophet River
- Rancheria

## Città attraversate
I principali centri abitati lungo le rive del fiume Liard:

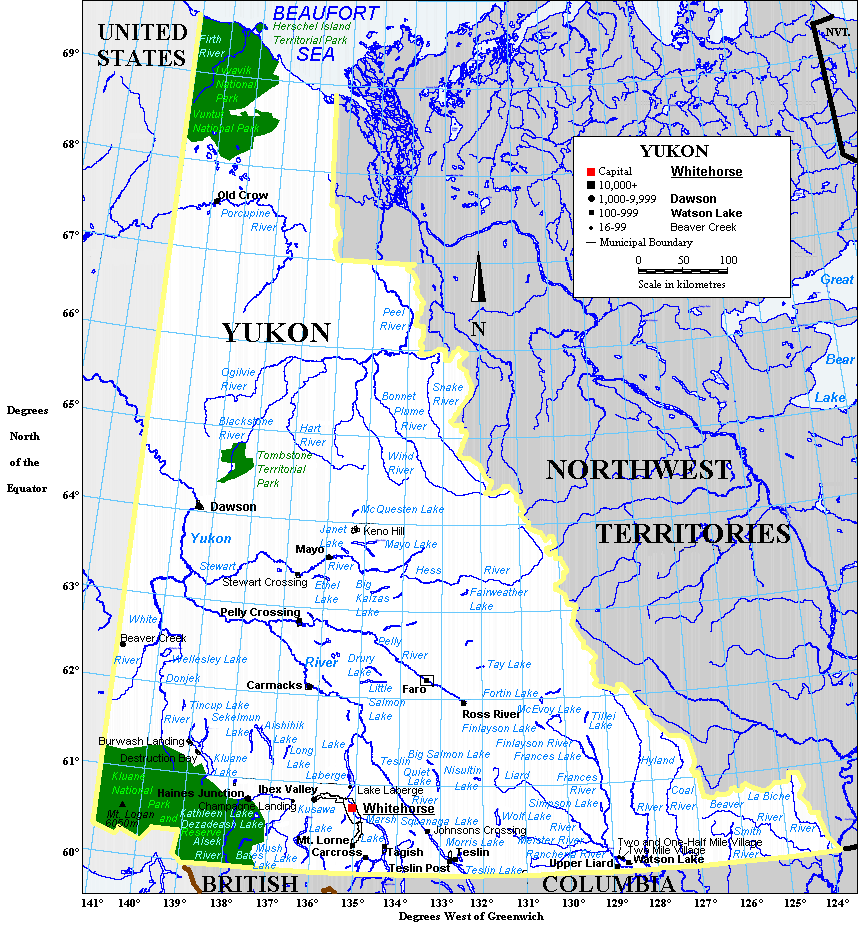
Mappa idrografica dello Yukon, il Liard è visibile in basso a sinistra

- Fort Simpson
- Fort Liard
- Fort Nelson
- Liard River
- Lower Post
- Watson Lake
- Upper Liard